# Leiobuninae

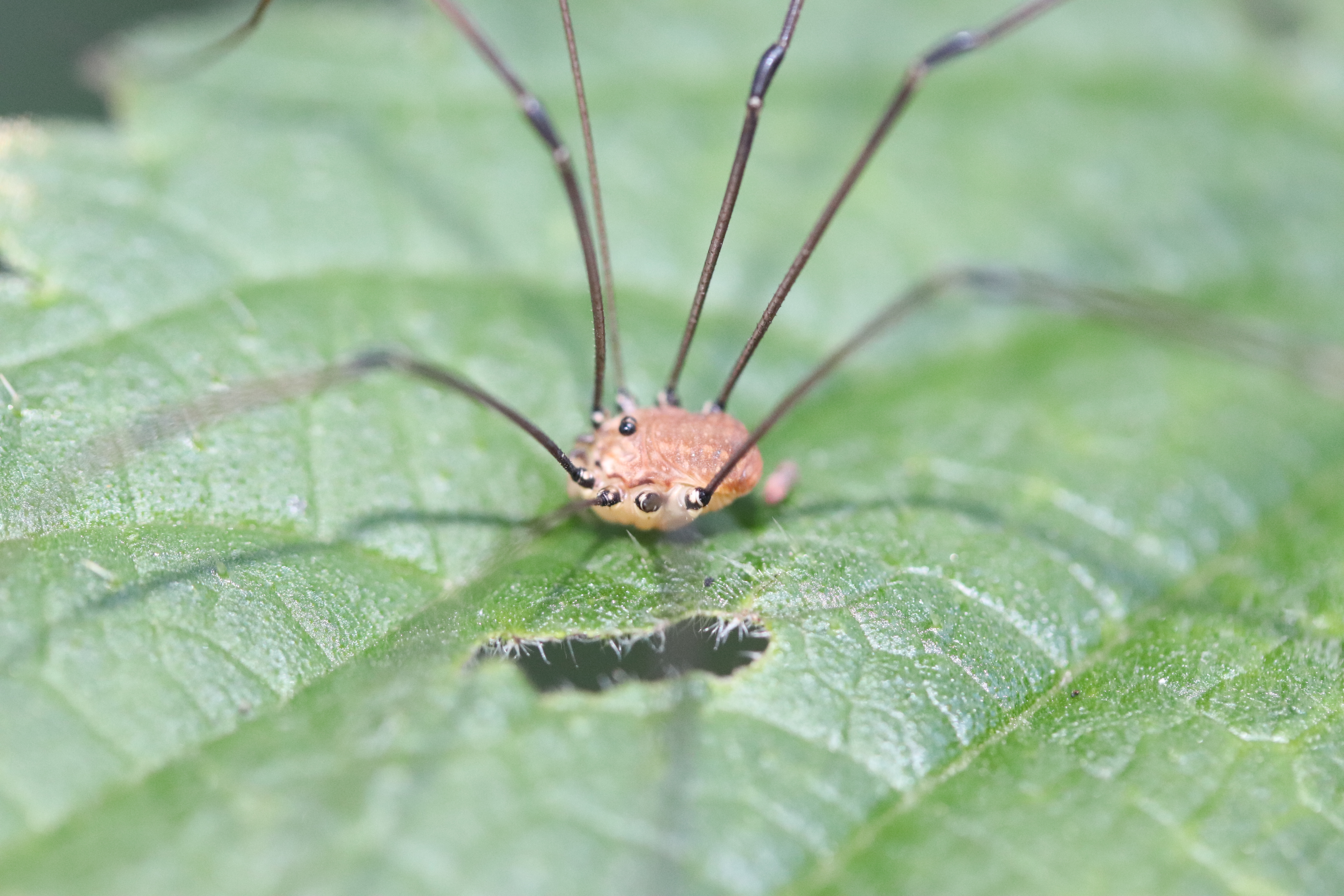
Leiobunum rotundum

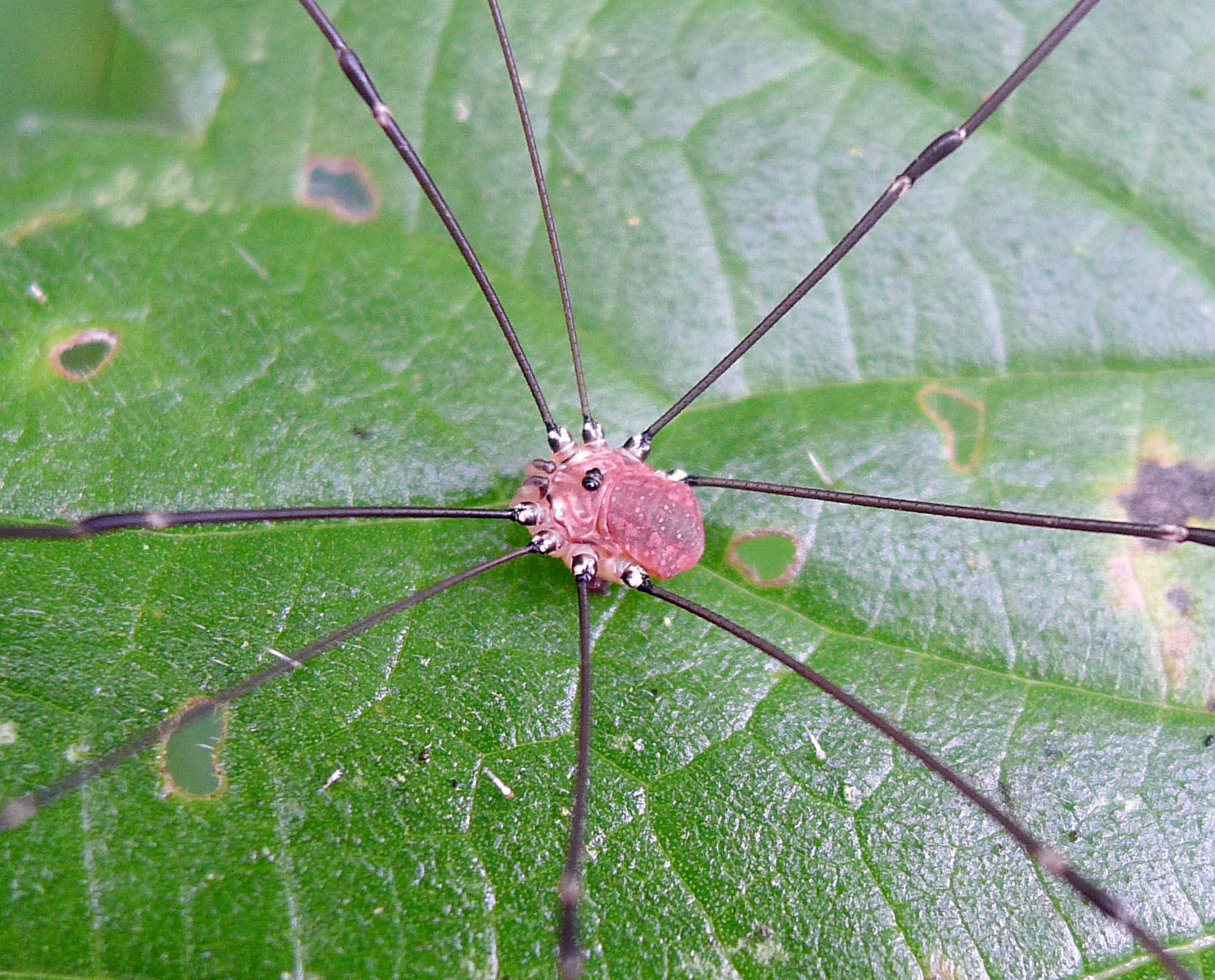
Hadrobunus grandis

Leiobuninae (лат.) — подсемейство паукообразных из семейства Sclerosomatidae отряда сенокосцев. Встречаются повсеместно.

## Описание
Сенокосцы со следующими признаками: дорсум менее склеротизирован, обычно гладкий; пенис не сужается, часто с алатной частью, бёдра всех пар ног без узловых члеников, у второй пары ходильных ног эндикты кокс прижаты к половой крышечке, коготки лапок педипальп гребенчатые. Несколько пещерных Leiobuninae представлены в пещерах северо-западного Кавказа: Kovalius logunovi, Nelima doriae и N. pontica.
Встречаются повсеместно, но в основном в Голарктике. Два крупнейших рода (Leiobunum и Nelima с абсолютным большинством видов) встречаются в Северной Америке, Европе и Восточной Азии.

## Систематика
Подсемейство было впервые выделено в 1893 году в ранге трибы (Banks, 1893) и включалось в семейства Phalangiidae, Gagrellidae, Leiobunuidae, затем в Sclerosomatidae вместе с подсемействами Gagrellinae Thorell, 1889, Gyantinae Šilhavý, 1946, и Sclerosomatinae Simon, 1879. Результаты молекулярной филогенетики восстановили Leiobunum как парафилетическую группу по отношению к Eumesosoma и Hadrobunus. Большинство видов было включено в пять хорошо поддерживаемых клад, которые в целом соответствуют группам, основанным на мужской репродуктивной морфологии (группа Hadrobunus, группа Leiobunum verrucosum, группа L. vittatum, группа L. politum и группа L. calcar). Отношения внутри групп видов признаны неоднозначными или не соответствуют морфологии, что говорит о наличии интрогрессии генов или глубокой коалесценции и/или необходимости таксономического пересмотра.
- † Amauropilio Mello-Leitão, 1937 (2 ископаемых вида; Колорадо)
- Amilenoides Martens & Wijnhoven, 2022 (1; Россия)[8]
- Cosmobunus Simon, 1879 (5 видов; Испания и Мексика)
- Dilophiocara Redikorzev, 1931 (2)
- Eumesosoma Cokendolpher, 1980 (6; США)
- Eusclera Roewer, 1910 (2; Индия и Китай)
- Hadrobunus Banks, 1900 (2; США)
- Kovalius Tchemeris, 2023 (1; Россия)
- Leiobunum C.L.Koch, 1839 (126 видов по всему миру, включая — 2 вымерших) (=Liobunum)
- Leiolima Prieto & Wijnhoven, 2020 (1; Испания)[9]
- Leuronychus Banks, 1900 (2; Северная Америка)
- Microliobunum Roewer, 1912 (2; Средний Восток)
- Micronelima Schenkel, 1938 (1; Испания)
- Nelima Roewer, 1910 (44; по всему миру)
- Paranelima Caporiacco, 1938 (6; Мексика и Центральная Америка)
- Schenkeliobunum Starega, 1964 (1)
- Togwoteeus Roewer, 1952 (1; США)